# Naranjastitla
Naranjastitla är en ort i Mexiko.   Den ligger i kommunen Pahuatlán och delstaten Puebla, i den sydöstra delen av landet, 140 km nordost om huvudstaden Mexico City. Naranjastitla ligger 1 302 meter över havet och antalet invånare är 122.
Terrängen runt Naranjastitla är bergig österut, men västerut är den kuperad. Runt Naranjastitla är det ganska tätbefolkat, med 230 invånare per kvadratkilometer. Närmaste större samhälle är Huauchinango, 17,3 km sydost om Naranjastitla. I omgivningarna runt Naranjastitla växer i huvudsak blandskog.